# شقران أشرسوني
شقران أشرسوني (الاسم العلمي:Puccinia aschersoniana) هو نوع من الفطريات يتبع جنس الشقران من الفصيلة الشقرانية.